# Cấy ghép đầu
Cấy ghép đầu là một kỹ thuật ngoại khoa liên quan đến việc ghép phần đầu của một sinh vật vào phần cơ thể của một sinh vật khác. Việc cấy ghép này không nên nhầm lẫn với giả thuyết, quá trình phẫu thuật cấy ghép não. Cấy ghép đầu liên quan đến việc cắt phần đầu của bệnh nhân. Mặc dù đã thực hiện thành công trên chó, khỉ và chuột, cho đến nay vẫn chưa có ca cấy ghép đầu thực hiện trên người.

## Cấy ghép đầu người
Bệnh nhân có nhu cầu cấy ghép đầu thường là bị hội chứng mất tứ chi hay bị thương tổn nặng ở phần cơ thể như rối loạn teo cơ di truyền và nhiều bệnh khác.
Valery Spiridonov, một nhà khoa học máy tính Nga, được là bệnh nhân đầu tiên thực hiện ca cấu ghép đầu người thành công vào năm 2017. Bác sĩ người Ý Sergio Canavero  sẽ tiến hành ca phẫu thuật này với chi phí khoảng 11 triệu USD với thời gian kéo dài 36 giờ. Não của bệnh nhận được làm lạnh ở mức nhiệt độ 10-15 độ C để kéo dài thời gian sống của tế bào.